# Soustruh

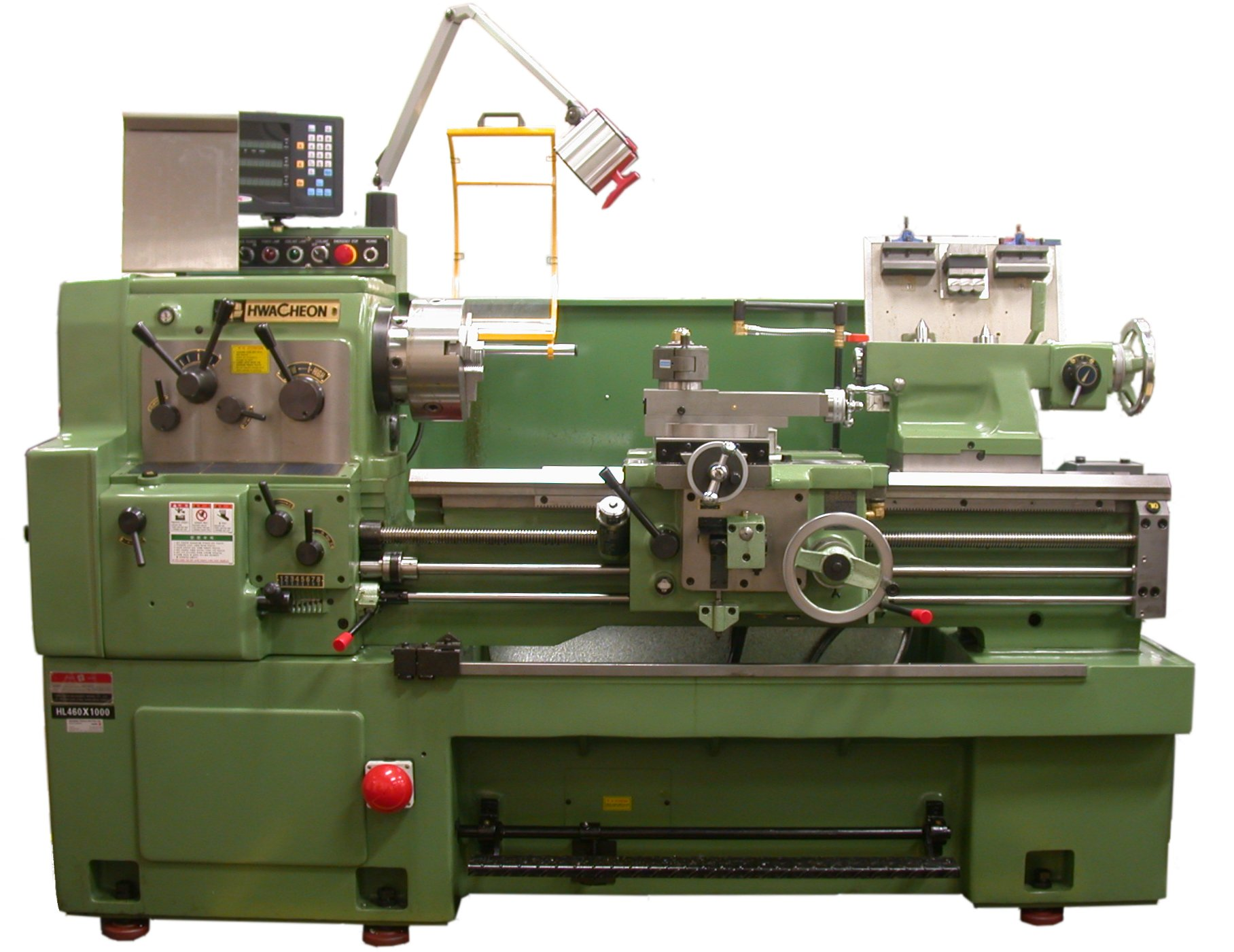
Univerzální hrotový soustruh

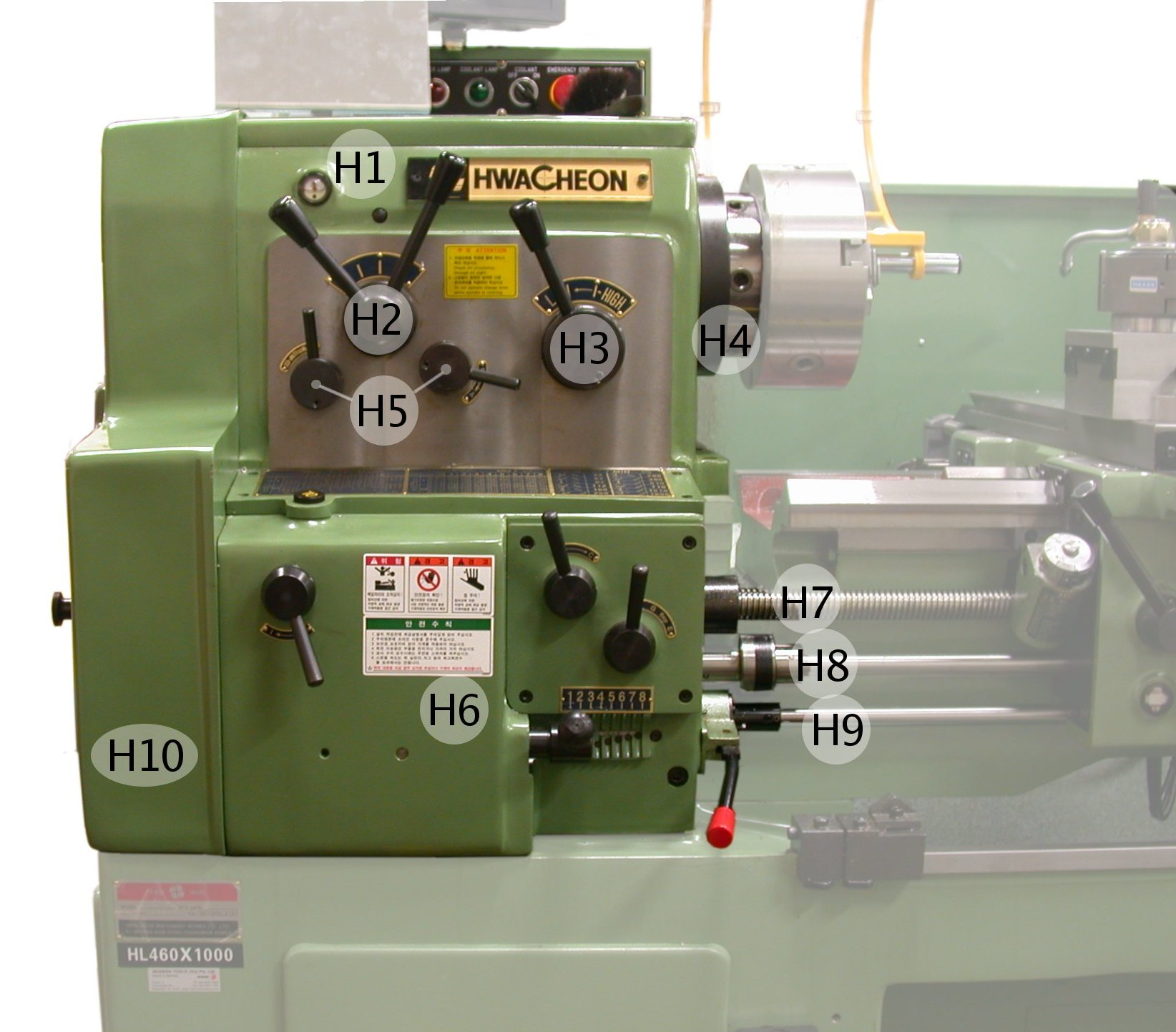
Vřeteník soustruhu. H2 - řadicí páky otáček, H3 - předloha, H4 - vřeteno se sklíčidlem, H5 - reverzace, H6 - řazení posuvu, H7 - vodicí šroub, H8 - posuvový hřídel. H9 - reverzační hřídel, H10 - kryt výměnných kol

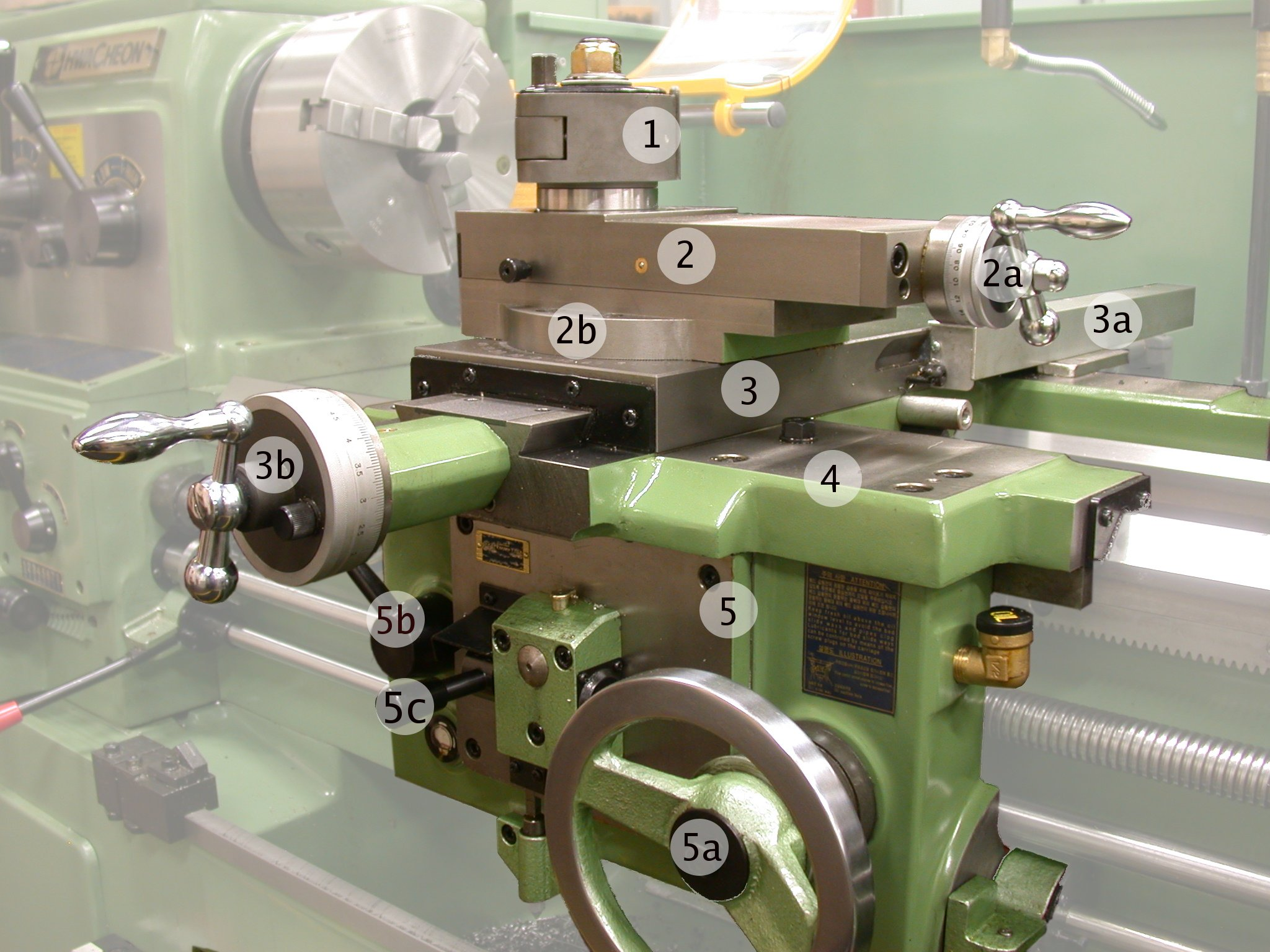
Saně (suport). 1 - nožový držák, 2 - nožové saně s kličkou (2a), 2b - natáčení nožových saní, 3 - příčné saně s kličkou (3b), 4 - hlavní saně, 5 - skříň, 5a - pojezdové kolo, 5b - spojka závitového posuvu, 5c - spojka posuvu

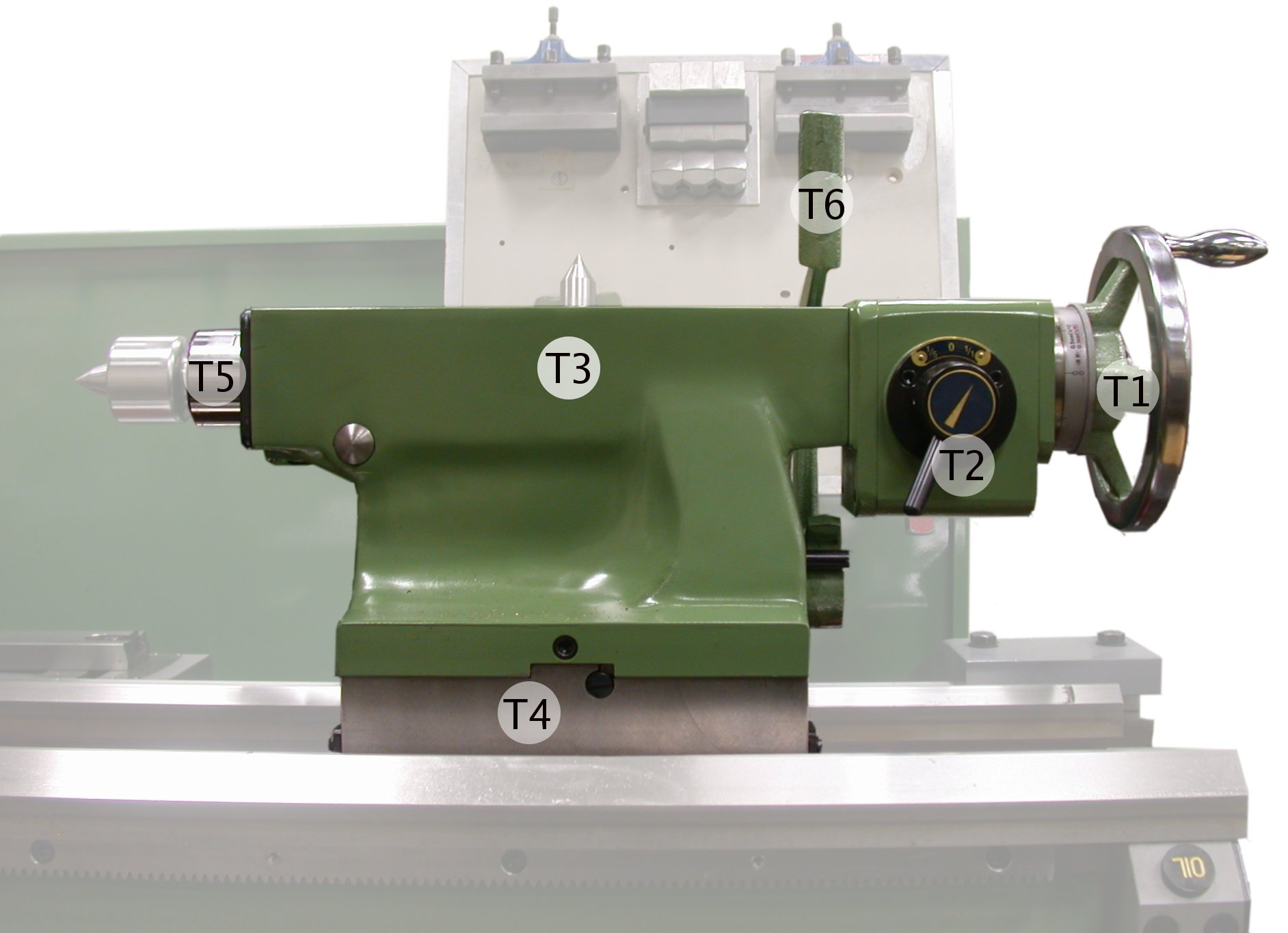
Koník. T1 - kolo se stupnicí, T2 - dvourychlostní převod, T3 - vrchní část, příčně posuvná, T4 - spodek (vedení v loži), T5 - pinola s vnitřním kuželem, T6 - stavěcí páka (aretace k loži)

Soustruh je třískový obráběcí stroj, na němž obrobek dostává rotačně souměrný tvar. Obrobek je upnut nejčastěji pomocí sklíčidla, obvykle našroubovaného na rotujícím vřeteni, takže obrobek koná při soustružení hlavní řezný pohyb. Vedlejší řezný pohyb je většinou přímočarý pohyb nástroje (obvykle se jedná o soustružnický nůž), a to buď ve směru osy obrobku – podélný posuv (tedy axiálně vůči obrobku), nebo ve směru kolmém na osu obrobku – posuv příčný (tedy radiálně vůči obrobku). Oba tyto pohyby se mohou dít současně (tedy kombinovaný pohyb axiálně-radiální, např. při kopírovacím soustružení). Pracovní nástroj (nůž, dláto) může soustružník vést ručně (používá se velmi často u dřevoobráběcích soustruhů), nebo může být pevně upnut do posuvné části stroje (saně čili suport). Pohyb saní obstarává podélný a příčný šroub, kterým může soustružník otáčet ručně, anebo je jeho pohyb odvozen od otáčení vřetene. Tento strojní posuv může být předem naprogramován a přímo řízen číslicovým počítačem (CNC).
Upnutý obrobek se otáčí (rotační statický pohyb) a pracovní nůž se posouvá (lineární pohyb) a postupně odebírá jednotlivé vrstvy materiálu z povrchu či vnitřku obrobku. Tím vzniká tříska („špona“) jako odpad. Velká část mechanické energie přenášená z elektromotoru stroje na obrobek se během obrábění mění na odpadní teplo, které obrobek i nůž zahřívá; přehřátí obrobku či nože brání odvod tepelné energie vhodnou chladicí kapalinou.
Soustruh je velmi starý druh stroje – jednoduché soustruhy pro obrábění dřeva byly užívány už ve starověku (dřevoobráběcí stroje). Soustruhy pro obrábění kovů patří mezi základní univerzální kovoobráběcí stroje, vedle dalších obráběcích strojů používaných v průmyslu (frézky, hoblovky, obrážečky, brusky atd.).

## Popis
Základní části univerzálního hrotového soustruhu jsou: lože, vřeteník, koník, saně čili suport, suportová skříň, posuvová a závitová převodovka, elektromotor. Nad ložem je vřeteník a proti němu koník. Po loži se pohybuje suport, a to buď pomalým nebo závitovým posuvem. Závitový posuv obstarává šroub a dělená matka v suportové skříni, kdežto posuvová hřídel otáčí v suportové skříni ozubeným kolem, které zapadá do ozubeného hřebene na spodní straně lože. Posuvová hřídel může obstarávat i příčný posuv. Soustruhy se používají na obrábění vnějších i vnitřních válcových ploch, k obrábění kuželů, tvarových rotačních těles, řezání závitů nebo vrtání osových otvorů. Obrobky se upínají do sklíčidla, mezi hroty, na trny apod. Velikost univerzálních hrotových soustruhů je dána oběžným průměrem D nad ložem a největší vzdáleností hrotů L. V době průmyslové automatizace se však často používají takzvané CNC soustruhy, řízené počítačem.

## Rozdělení soustruhů
- Univerzální čili hrotové
  - Hodinářské
  - Mechanické
  - Průmyslové
- Čelní
- Revolverové
- Svislé (karusely)

### Podle řízení
- Ruční
- Poloautomatické
- Automatické
- Číslicové

Čelní soustruh se používá v kusové výrobě pro soustružení přírubových součástí malých délek, kovových kol. Obrobek se upíná na lícní desku. Lože se suportem tvoří samostatnou jednotku a soustruh nemá koníka.
Revolverový soustruh se používá v sériové výrobě, umožňuje provést více operací na jedno upnutí. Výměna nástrojů se provádí otočením revolverové hlavy, která je na místě koníka.
Svislý soustruh neboli karusel má vodorovnou upínací plochu a obrobek se otáčí kolem svislé osy. Používá se k obrábění rozměrných a těžkých součástí, pro soustružení válcových, kuželových a čelních ploch. Velikost svislých soustruhů je charakterizována největším oběžným průměrem a maximální hmotností obrobku.
Poloautomatický soustruh je zdokonalený hrotový, čelní nebo revolverový soustruh. Jeho pracovní cyklus je automatizován. Automatizace se dosahuje použitím čelních nebo obvodových vaček, kopírovacích systémů nebo programovatelných řídících systémů. Upnutí a odepnutí obrobku provádí obsluha. Poloautomatické soustruhy existují v provedení hrotové, sklíčidlové, vodorovné nebo svislé, jednovřetenové nebo vícevřetenové.
Automatický soustruh se používá ve velkosériové a hromadné výrobě. Výchozím polotovarem jsou obvykle tyče a celý pracovní cyklus včetně podávání a upínání materiálu je automatizován.
Číslicově řízený soustruh, zkráceně NC (Numerical control), je řízen číselnými příkazy, zaznamenanými na papírovou děrnou pásku, nebo uloženými do vnitřní paměti řídícího systému. Širší možnosti má systém CNC (Computer Numerical Control), jehož základem je počítač. Program lze upravovat i během obrábění.

## Řezné podmínky
Volba řezných podmínek závisí na vstupních parametrech (druh obráběného materiálu, materiál břitu řezného nástroje, chlazení) a na požadovaných vlastnostech obrobku (přesnost rozměrů a tvaru, jakost obrobeného povrchu). Každý výrobce řezných nástrojů vydává katalog řezných podmínek.

### Vzorce
- Řezná rychlost – při soustružení jde o obvodovou rychlost

{\displaystyle v_{c}={\frac {\pi \cdot D\cdot n}{1000}}}
D - průměr obráběné plochy (mm)
n - otáčky obrobku (otáčky za minutu)
- Rychlost posuvu

{\displaystyle v_{t}=s\cdot n}
s - dráha posuvu (mm)
n - otáčky obrobku (otáčky za minutu)